# Cote Z
La cote Z est la somme, exprimée en mètres, de l'altitude du lieu au-dessus de la mer complétée de la hauteur des structures d'émission/réception ou d'accueil (par exemple, table d'orientation) au-dessus du sol. La cote Z sert au calcul de la ligne d'horizon théorique en fonction de l'importance de la courbure terrestre.